# Gabinete (informática)

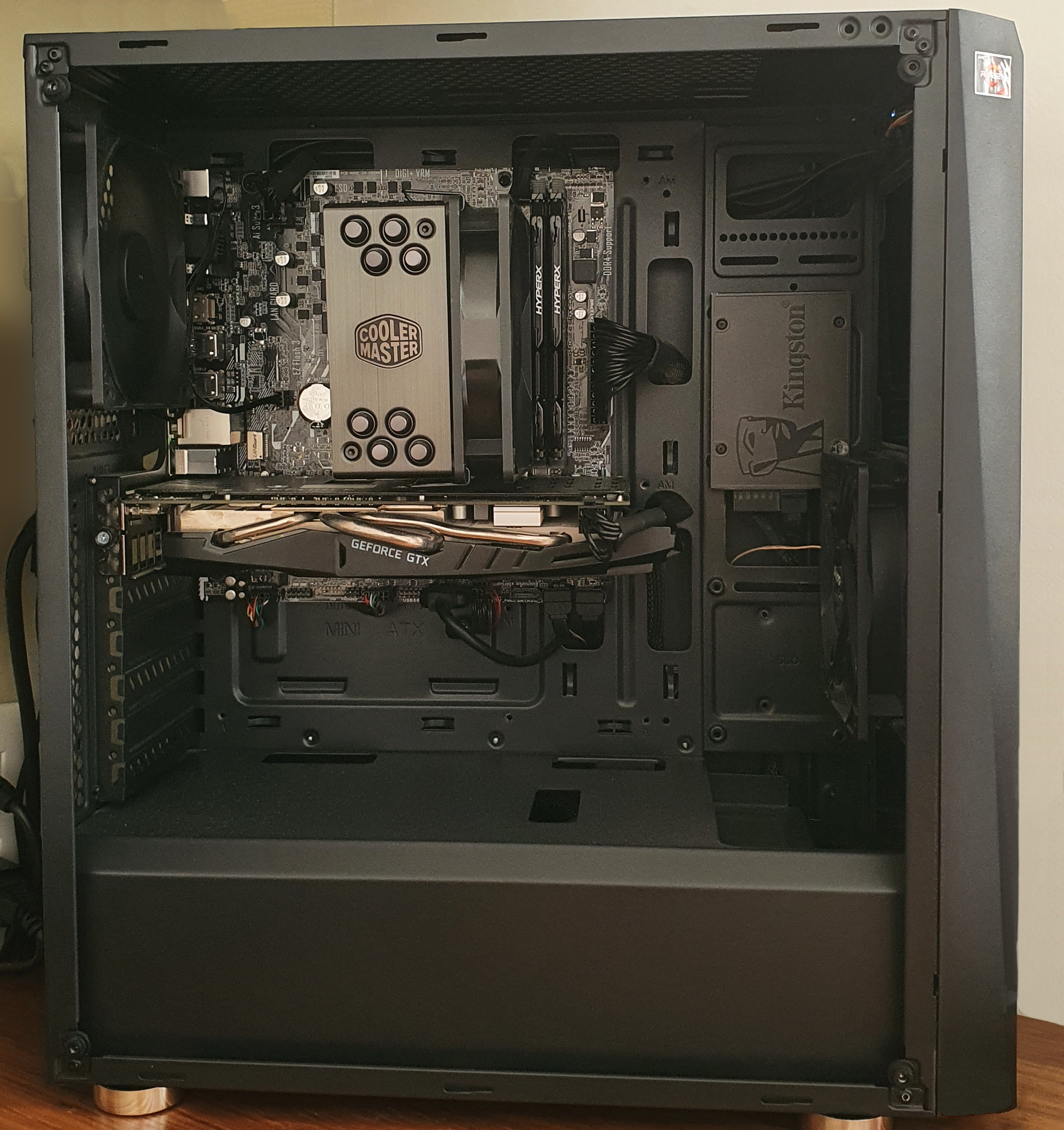
Um gabinete ATX. A placa-mãe fica na posição horizontal na parte superior, e os conectores dos periféricos através do painel localizado na traseira do gabinete e baias na parte superior. Já o fornecimento de energia fica na parte traseira inferior.

Na informática, o gabinete de computador, também conhecido como case, caixa, chassis, carcaça ou torre, é o compartimento que contém a maioria dos componentes de um computador (normalmente, excluindo o monitor, teclado e mouse). Um case de computador, às vezes, é referido metonimicamente como CPU, referindo-se a um componente situado dentro da caixa. CPU era um termo comum nos primeiros computadores domésticos, quando outros periféricos da placa-mãe normalmente eram alojados em seus próprios cases separados.
Cases, geralmente, são construídos em aço (muitas vezes, SECC — aço eletrogalvanizado, laminado a frio, e bobina) ou alumínio. Plástico é, por vezes, utilizado, e outros materiais, como madeira aparecem em cases construídos em casa.

## Tamanhos
Cases podem vir em diversos tamanhos (conhecido como fatores de forma). O tamanho e a forma de um gabinete de computador é geralmente determinada pelo fator de forma da placa-mãe, uma vez que é o maior componente da maioria dos computadores. Consequentemente, os fatores de forma de um computador normalmente especificam apenas as dimensões internas e o layout do case. Os gabinetes de servidores podem incluir precisas dimensões externas, já que, nestes, devem-se ajustar em compartimentos específicos.
Por exemplo: um case projetado para fontes e placas-mãe ATX pode assumir várias formas externas, tal como um case mid-tower em uma forma vertical (projetado para ficar no chão, altura > largura) ou um simples mini-tower (altura < largura) ou redes de switches (altura ≤ 2 polegadas, projetadas para ficar na mesa do monitor e do gabinete). Cases full-tower em tamanho são, geralmente, os maiores em volume que cases de trabalho (servidores), isso porque têm mais espaço para baias e slots de expansão. Cases de trabalho e cases mid-tower foram projetados para serem microATX (tamanho reduzido) e são populares em ambientes de negócios, onde o espaço é um prêmio.
Atualmente, o fator de forma mais popular para computadores é o ATX e o microATX, embora fatores de forma full-tower tenham se tornado também muito populares para uma grande variedade de pessoas. Empresas como In Win Development (montagem de computadores para secretárias, governo e segmentos empresariais) ganham em desenvolvimento e transporte. A Acer tem popularizando as pequenas caixas chamadas FlexATX, que é o tamanho mais comum para placa-mães pequenas. A Apple Inc. também produziu o computador Mac Mini, que é semelhante em tamanho a uma unidade de CD-ROM padrão.
Os cases vêm em tamanhos mini-tower, mid-tower e big-tower/full-tower. Cases full-tower têm, tipicamente, 22 polegadas ou mais de altura e são destinados a ficar no chão. Em qualquer lugar, têm de seis a dez baias acessíveis externamente, com baias mais acessíveis apenas internamente. Os gabinetes mid-tower são menores, com aproximadamente 18 polegadas de altura e com duas a quatro baias externas. Um case mini-tower, normalmente, tem apenas uma ou duas baias externas e de 14 a 16 polegadas de altura.

## Layout
Cases de computador geralmente incluem chapas para as fonte de alimentação e compartimentos de unidade ópticas, bem como um painel traseiro que pode acomodar periféricos dos slots da placa-mãe e de expansão. A maioria dos cases também tem um botão ou interruptor de power, um botão de reset e LEDs para indicar o status da máquina ligada, bem como mostrar as atividades de rede e a unidade do disco rígido. Alguns cases incluem portas I/O (entrada/saída) internas (para serem usadas como portas USB e de fone de ouvido) na frente do case. Nesse caso, também incluirá os fios necessários para se conectar a essas portas, interruptores e indicadores em LEDs da placa-mãe.

### Localização dos principais componentes
- A placa-mãe, geralmente, é parafusada no case ao longo de sua área maior, que poderia ser a parte inferior ou do lado do case, dependendo do fator de forma.
- Fatores de forma, como ATX fornecem um painel traseiro com recorte de furos para expôr as portas de I/O fornecidas para os periféricos integrados, bem como slots de expansão, que opcionalmente podem expor portas adicionais fornecidas por placas de expansão.
- Fontes de alimentação são, frequentemente, alojadas na parte superior traseira do case; Geralmente, eles são anexados com quatro parafusos para suportar seu peso. Mas os gabinetes modernos vêm agora com suporte para instalar as fontes na parte inferior traseira do gabinete.
- A maioria dos cases incluem as baias na parte frontal do case; um caso típico ATX inclui baias de 5,25" e 3,5". Em computadores modernos, o primeiro é usado principalmente para unidades ópticas (Leitor de DVD/CD), enquanto os outros são usados para discos rígidos, drives de disquete e leitores de cartão.
- LEDs e botões estão normalmente localizados na parte frontal do case; alguns casos incluem um I/O para instalar partes adicionais, como o da temperatura do processador/placa de vídeo, velocidade dos coolers etc.
- Aberturas (vent) são encontradas frequentemente na parte da frente, para trás e, às vezes, do lado do case para permitir o arrefecimento adequados para fans (ventoinhas) para serem montados através de furos.

### Acesso interno
Cases full-tower têm um painel no lado que pode ser removida, a fim de acessar os componentes internos ou uma tampa grande que sela os chassis. Tradicionalmente, para a maioria dos cases são necessários parafusos para armazenar os componentes e painéis no lugar (ou seja, placa-mãe, fonte de alimentação, unidades ópticas e placas de expansão). Recentemente, há uma tendência de ausência de parafusos nos cases, em que os componentes são mantidos sob pressão junto a um pequeno trilho de plástico, onde não se necessitam parafusos e/ou outros métodos que não precisem de ferramentas, facilitando a montagem rápida e modificação de hardware do computador.

## Aparência
Através dos anos 1990, a maioria dos gabinetes de computador tiveram simples formas retangulares, e foram muitas vezes pintado em bege ou branco, com pouca atenção dada ao design visual. Desenhos dos gabinetes em cor bege ainda são encontrados em um grande número. Esta classe de computadores é ainda conhecido como os famosos "computadores brancos".
Casemod é o estilo artístico de gabinetes de computador, muitas vezes para chamar a atenção para o uso de componentes avançados ou incomuns. Desde o início dos anos 2000, alguns cases vinham incluídos com painéis laterais transparentes ou janelas de acrílico de modo que os usuários podem olhar para dentro do gabinete enquanto ele estiver funcionando. Os Casemodders (como são conhecidos) também pode incluir uma iluminação interna (LED), pintura personalizada, ou sistemas de refrigeração líquida (watercooler). Alguns aficcionados constroem cases personalizados a partir de matérias-primas como alumínio, aço, isopor, acrílico ou madeira.

## Detecção de intrusão
Alguns cases de computador incluem um interruptor tendencioso (push-button) que se conecta à placa-mãe. Quando o case é aberto, as mudanças de posição do interruptor ocorrem e o sistema registra esta mudança. O firmware do sistema ou da BIOS pode ser configurado para relatar este caso, da próxima vez que for ligado.
Este sistema de detecção de intrusão física pode ajudar os proprietários de computadores a detectar adulteração com seu computador. Entretanto, a maioria desses sistemas são bastante simples em construção, e um intruso experiente pode abrir a caixa ou modificar seu conteúdo sem acionar o interruptor.

## Galeria

Tipos de computadores
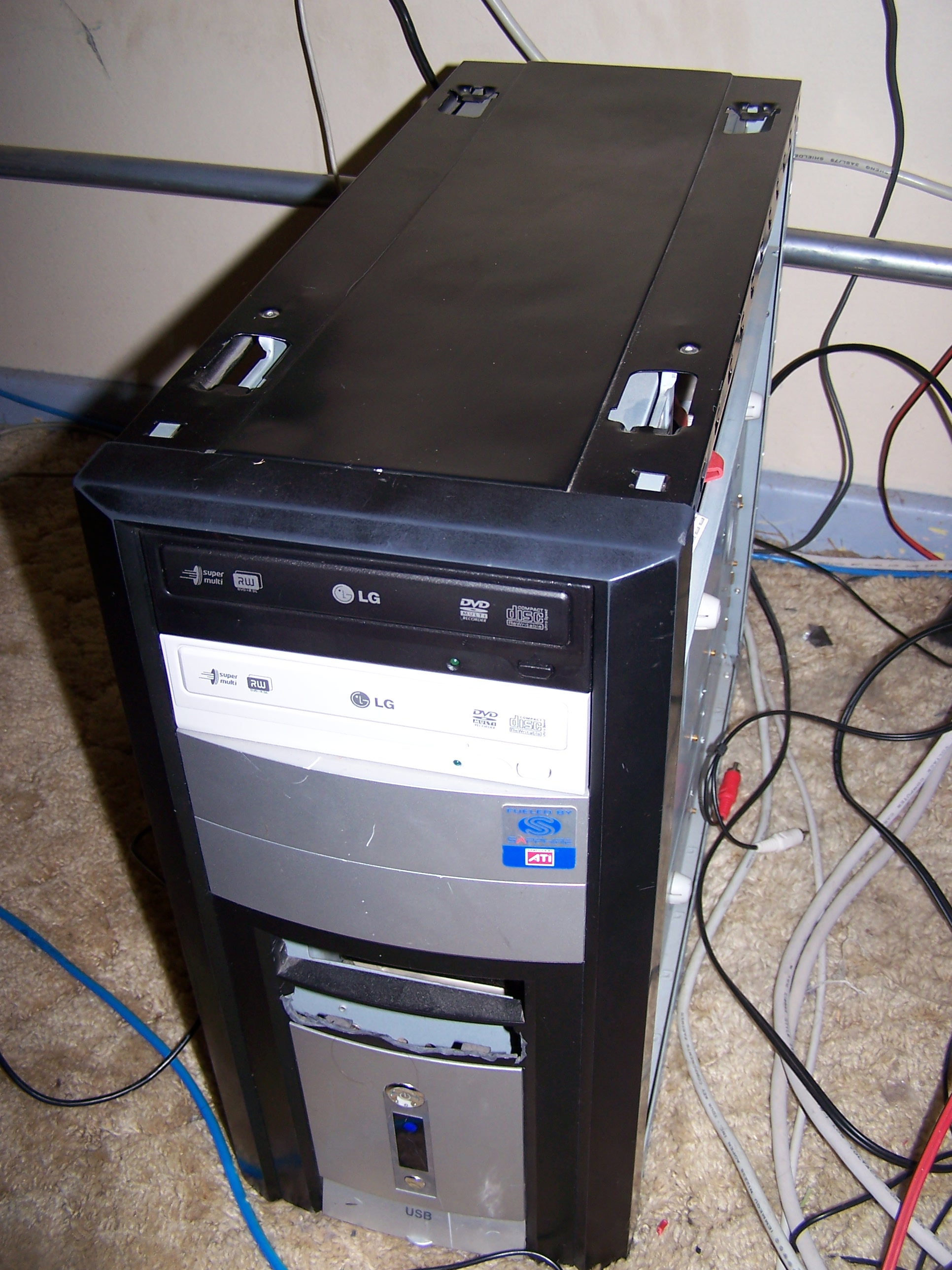
Um case de fator de forma mid-tower (ATX)
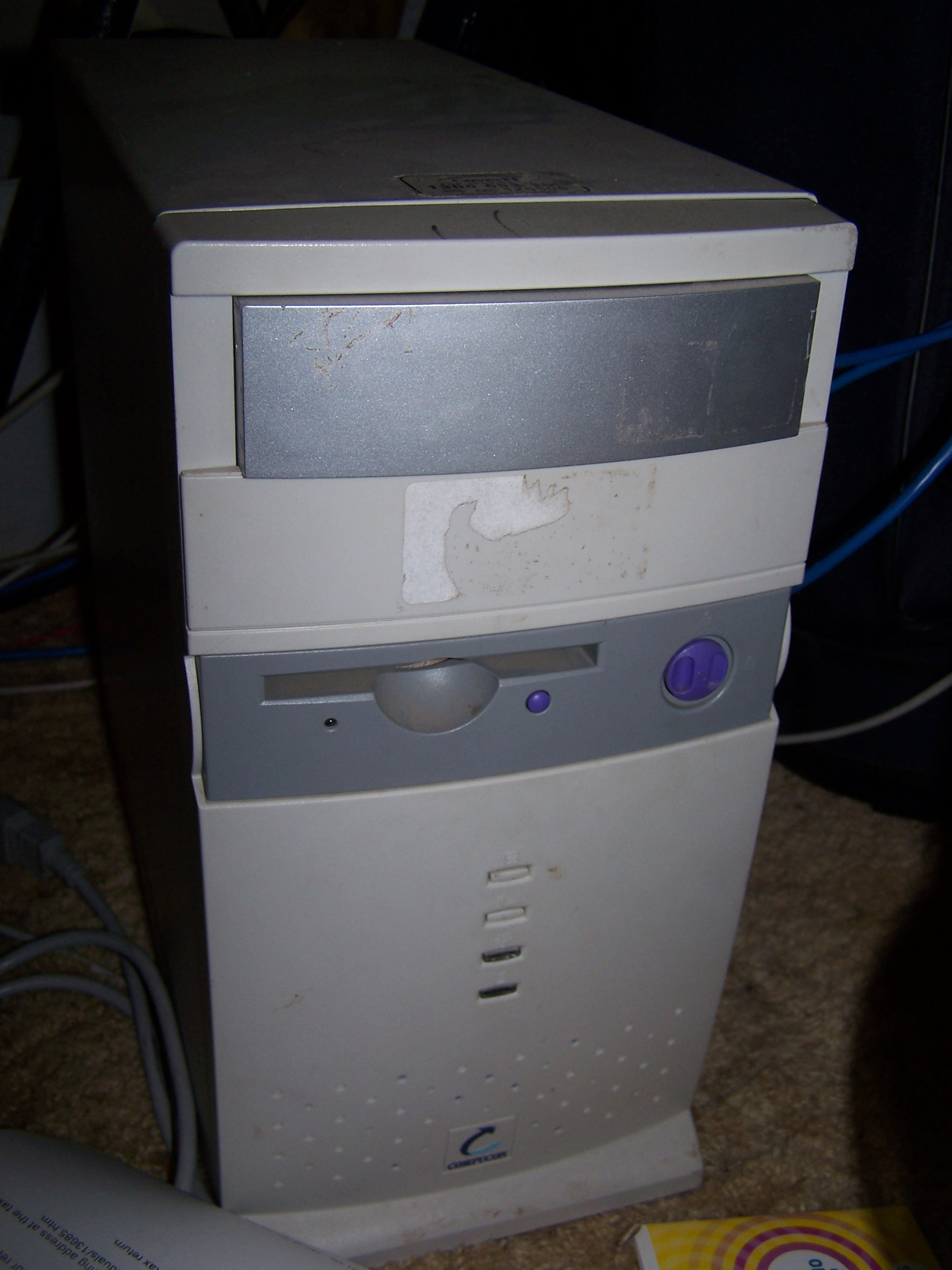
um case de fator de forma mini-tower (microATX)
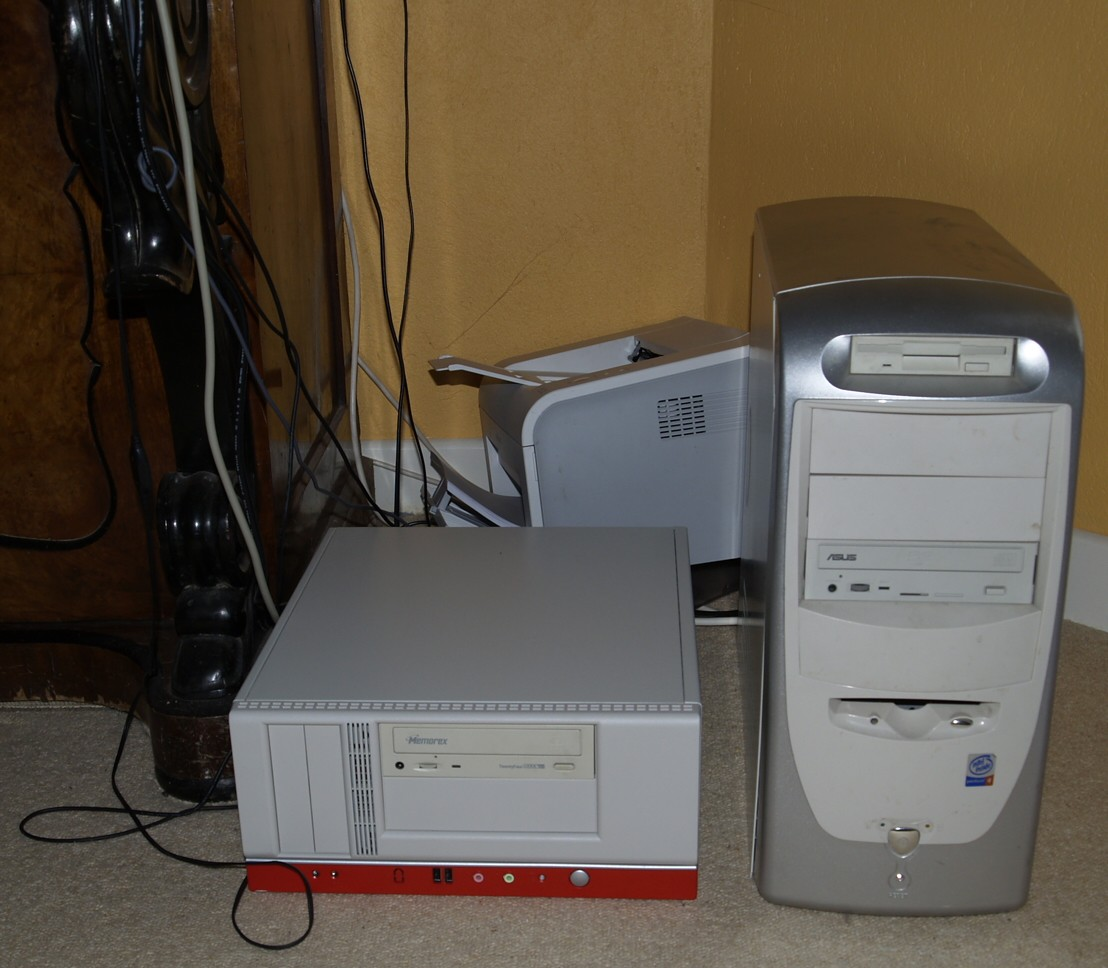
Um case microATX ao lado de um case ATX
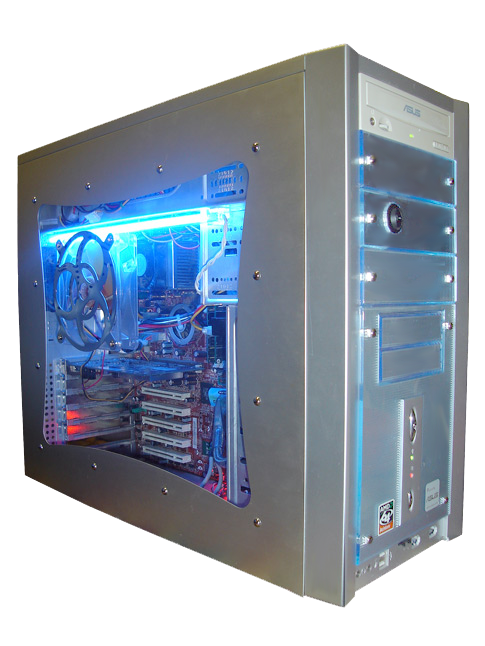
Um case entusiasta com painel iluminado (Casemod)
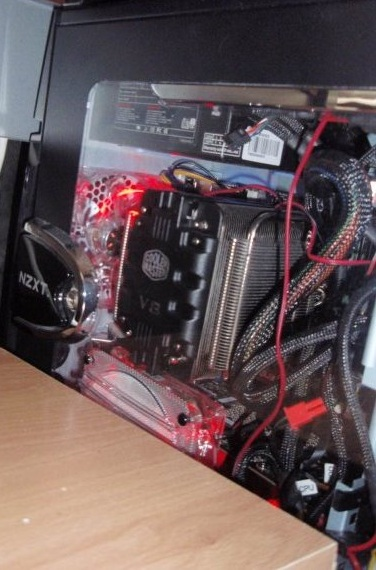
Um case da NZXT mostrando um exemplo de um case entusiasta
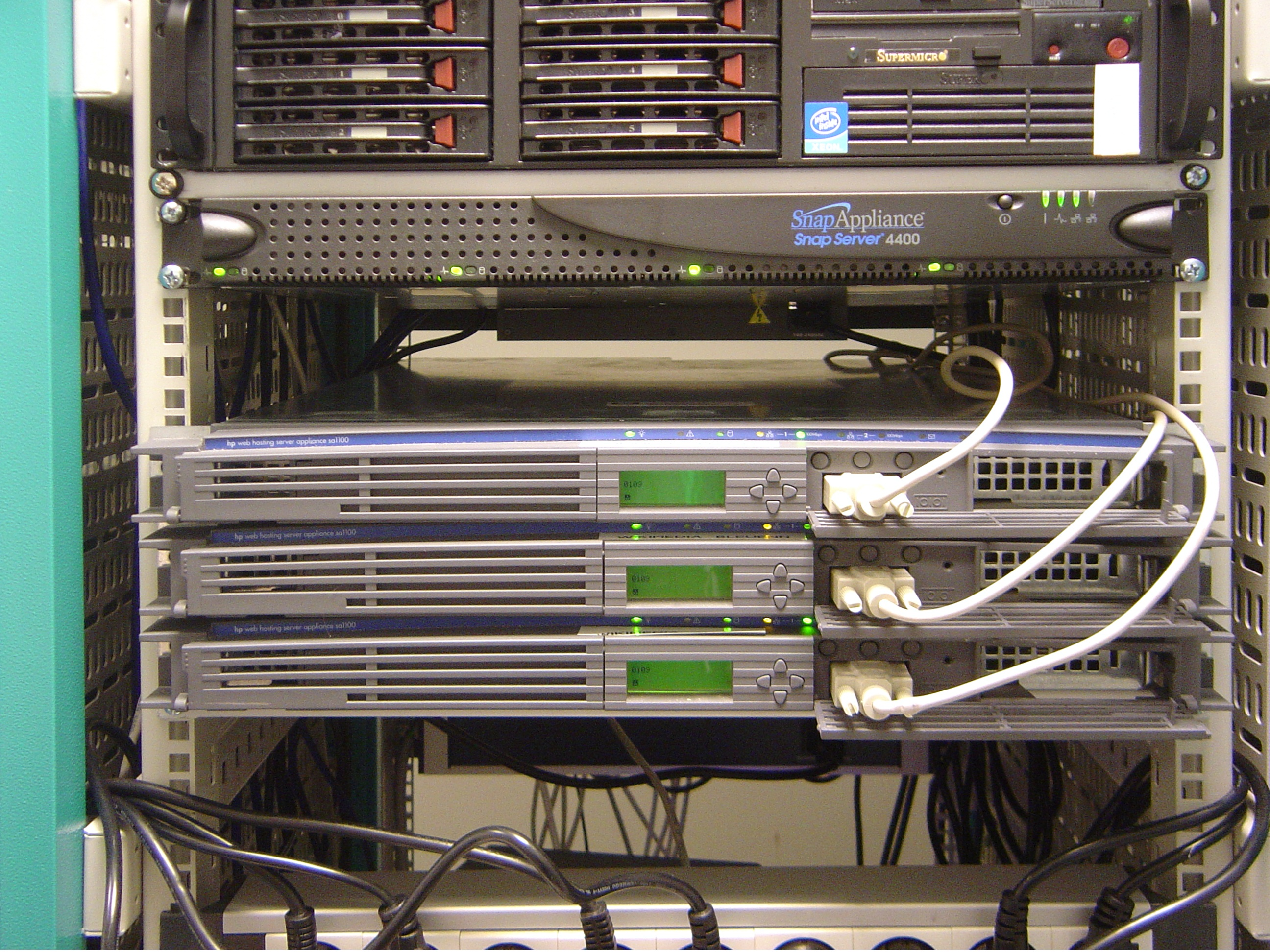
Três servidores da Wikimedia em rack unit
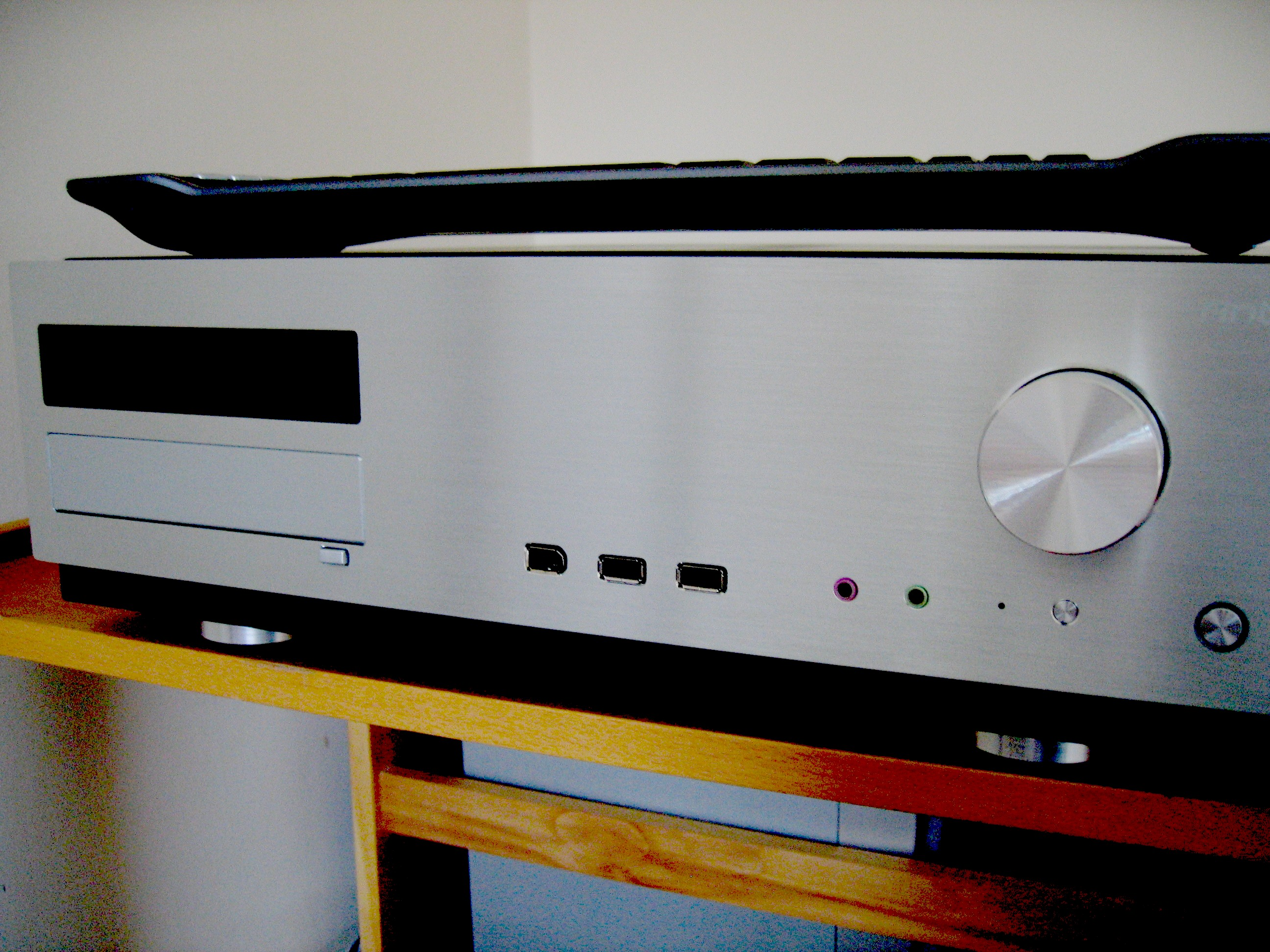
Antec Fusion V2, um HTPC
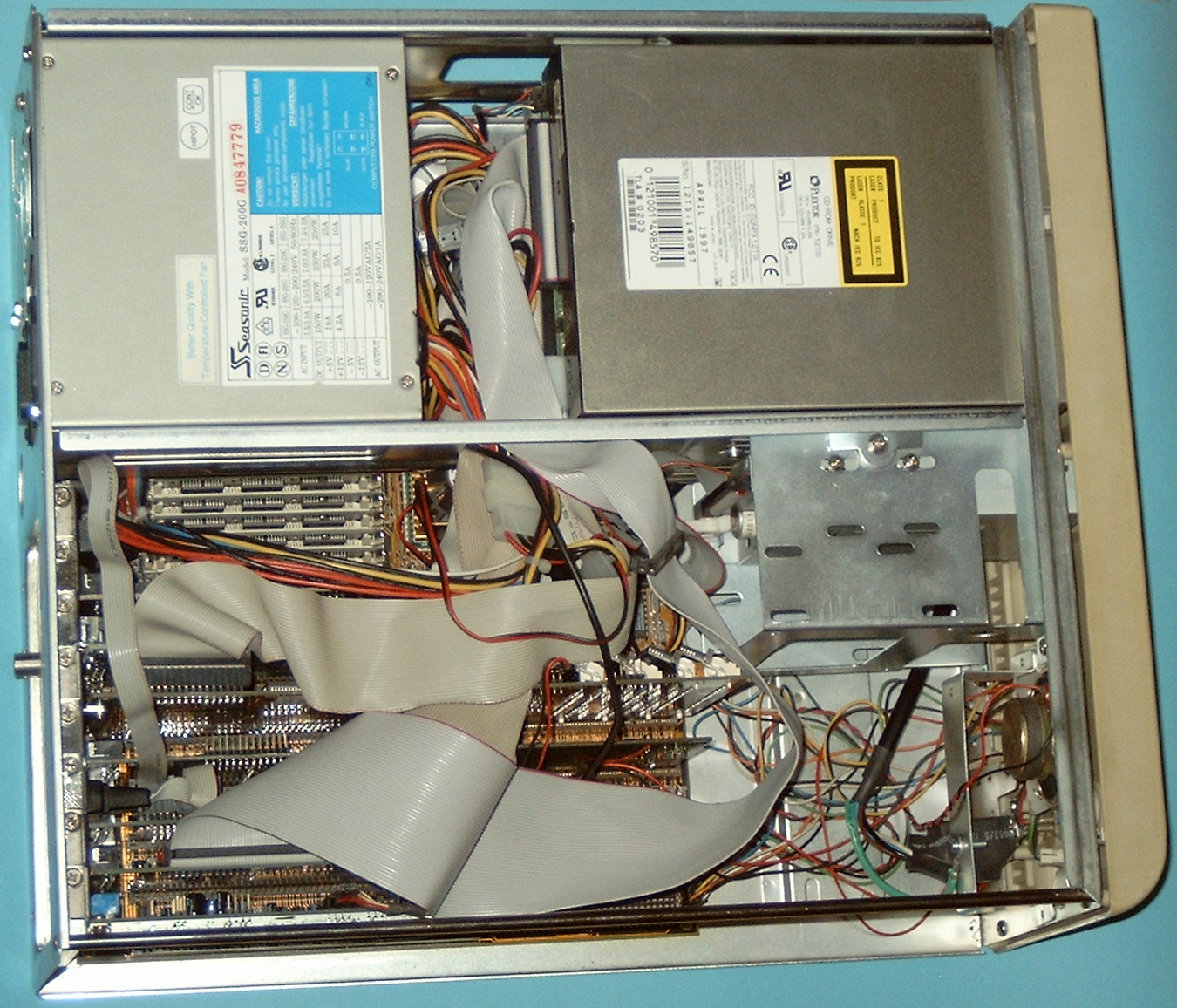
Um case com fator de forma Baby AT
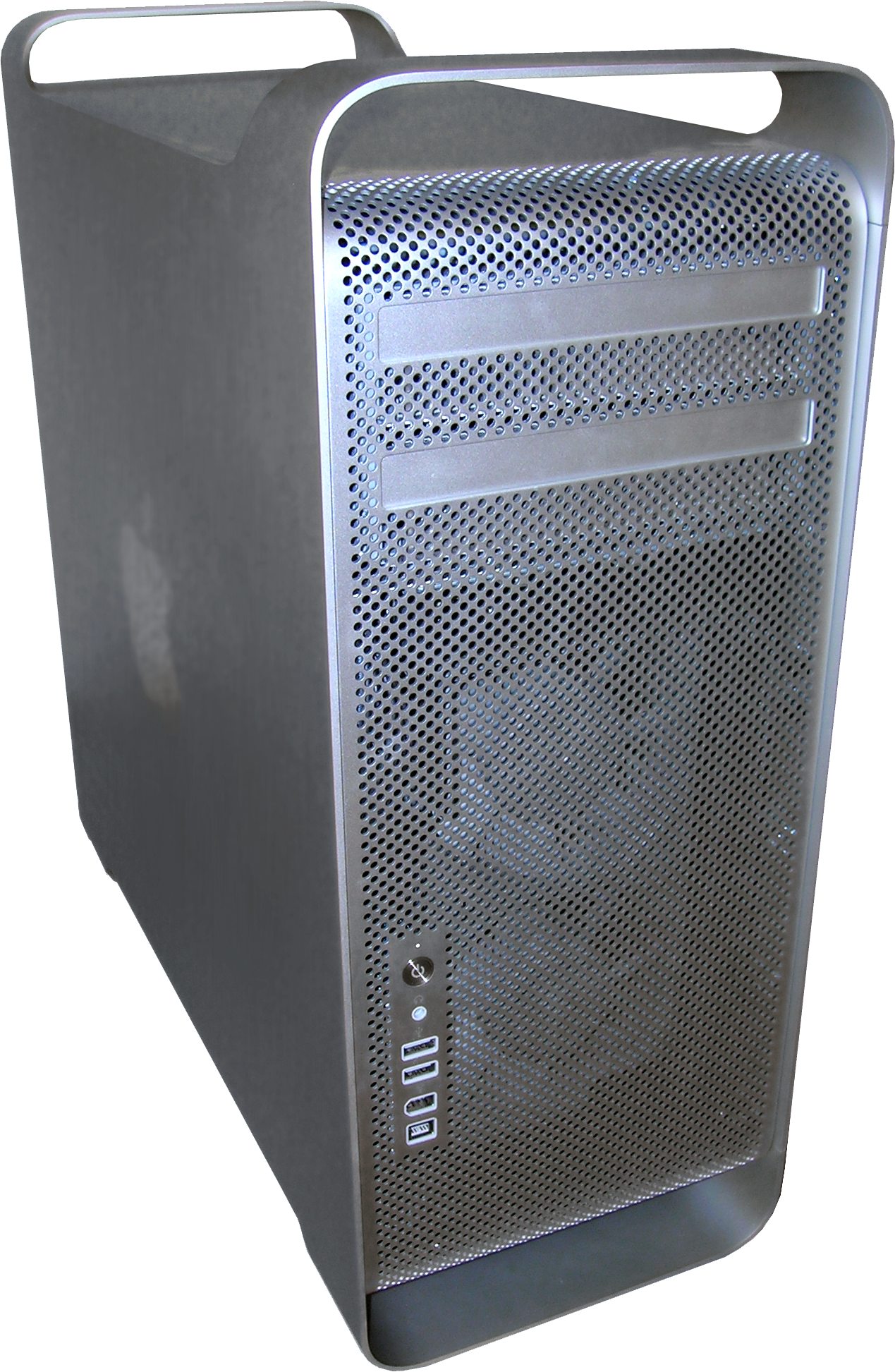
Um Mac Pro
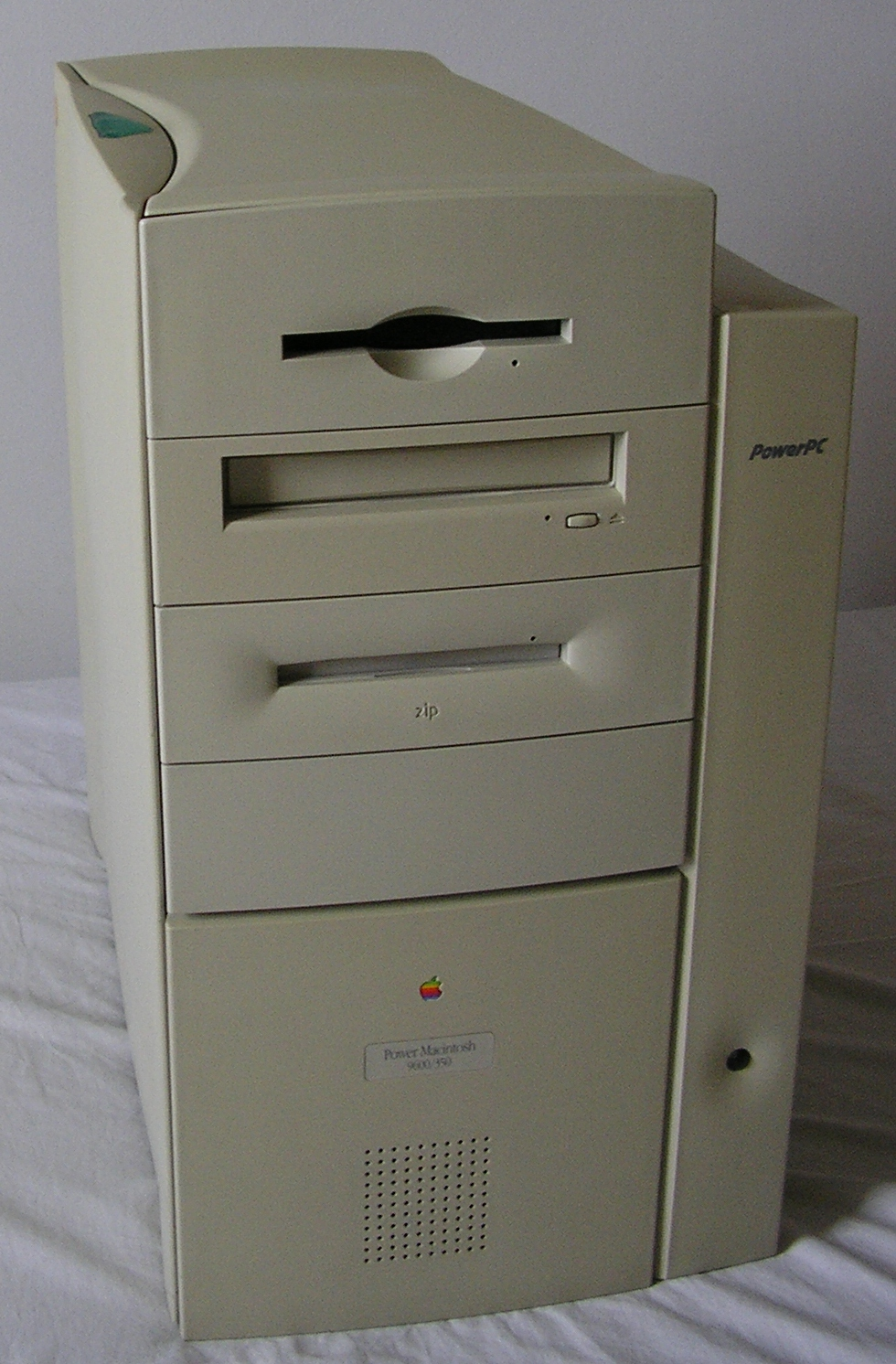
Power Macintosh
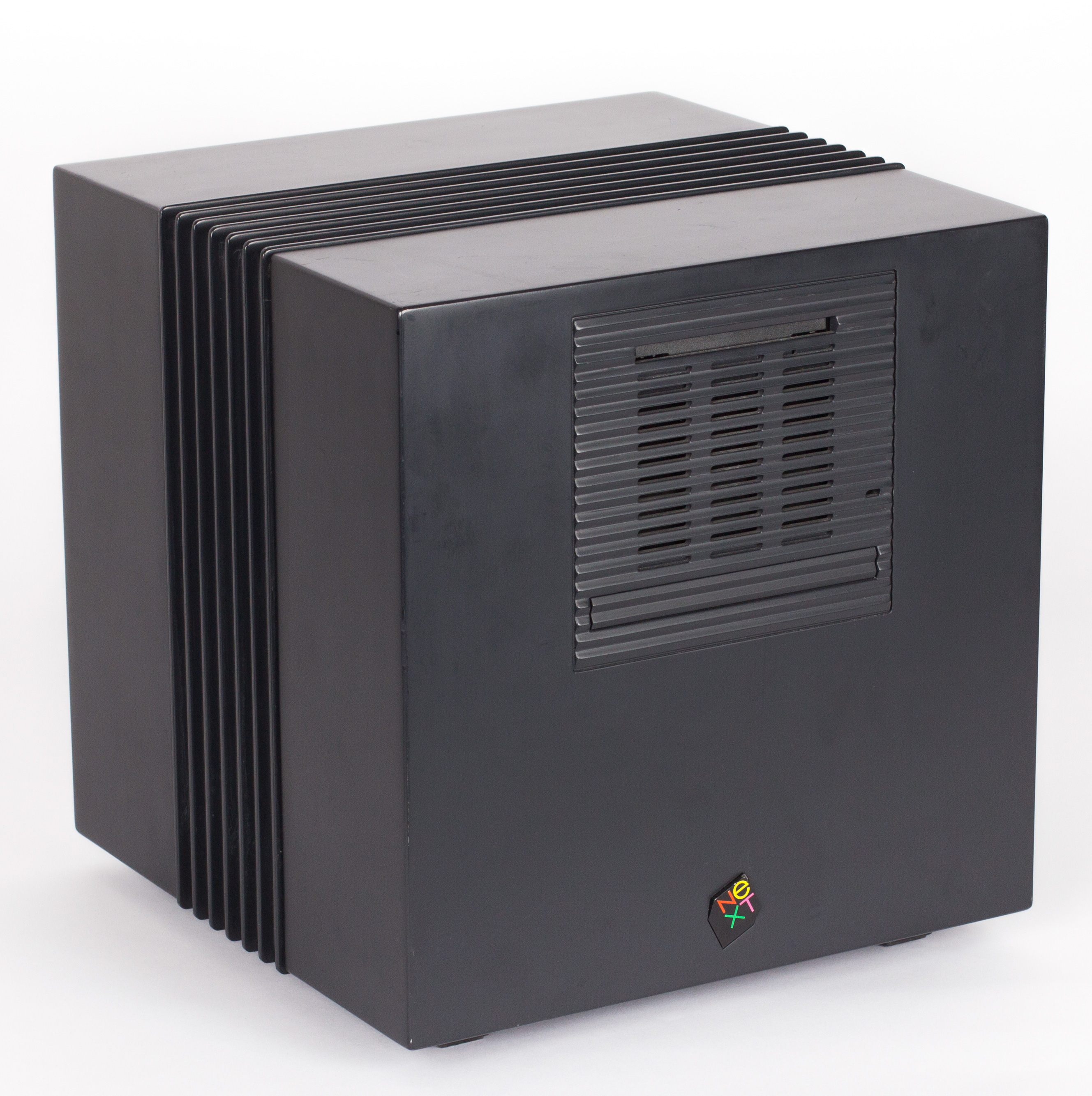
NeXT Cube
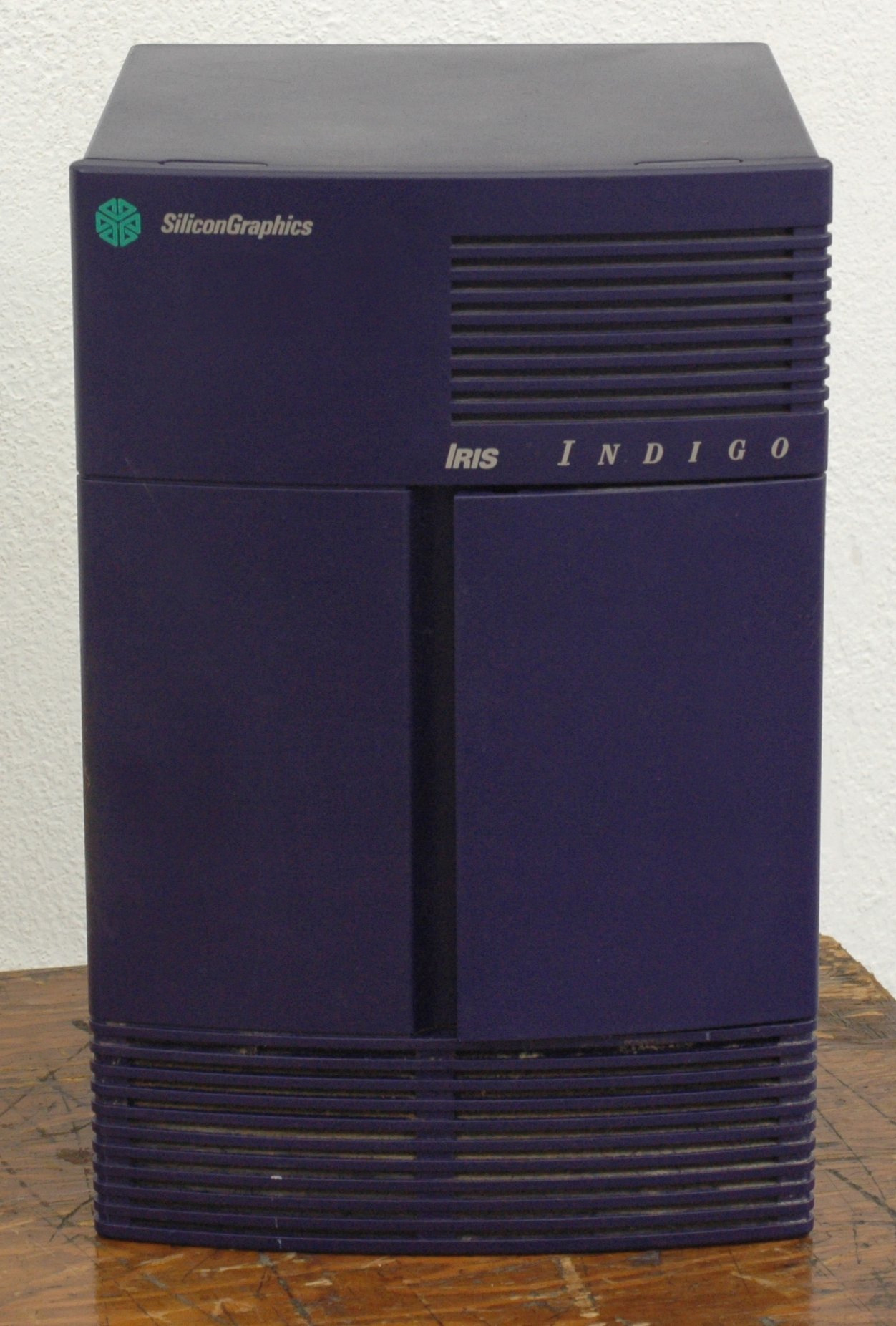
SGI Indigo
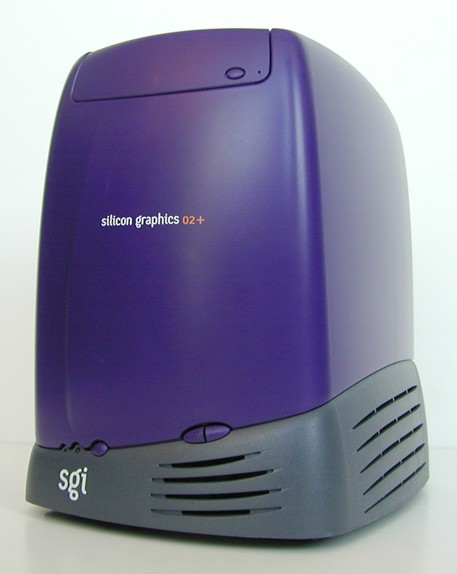
SGI O2
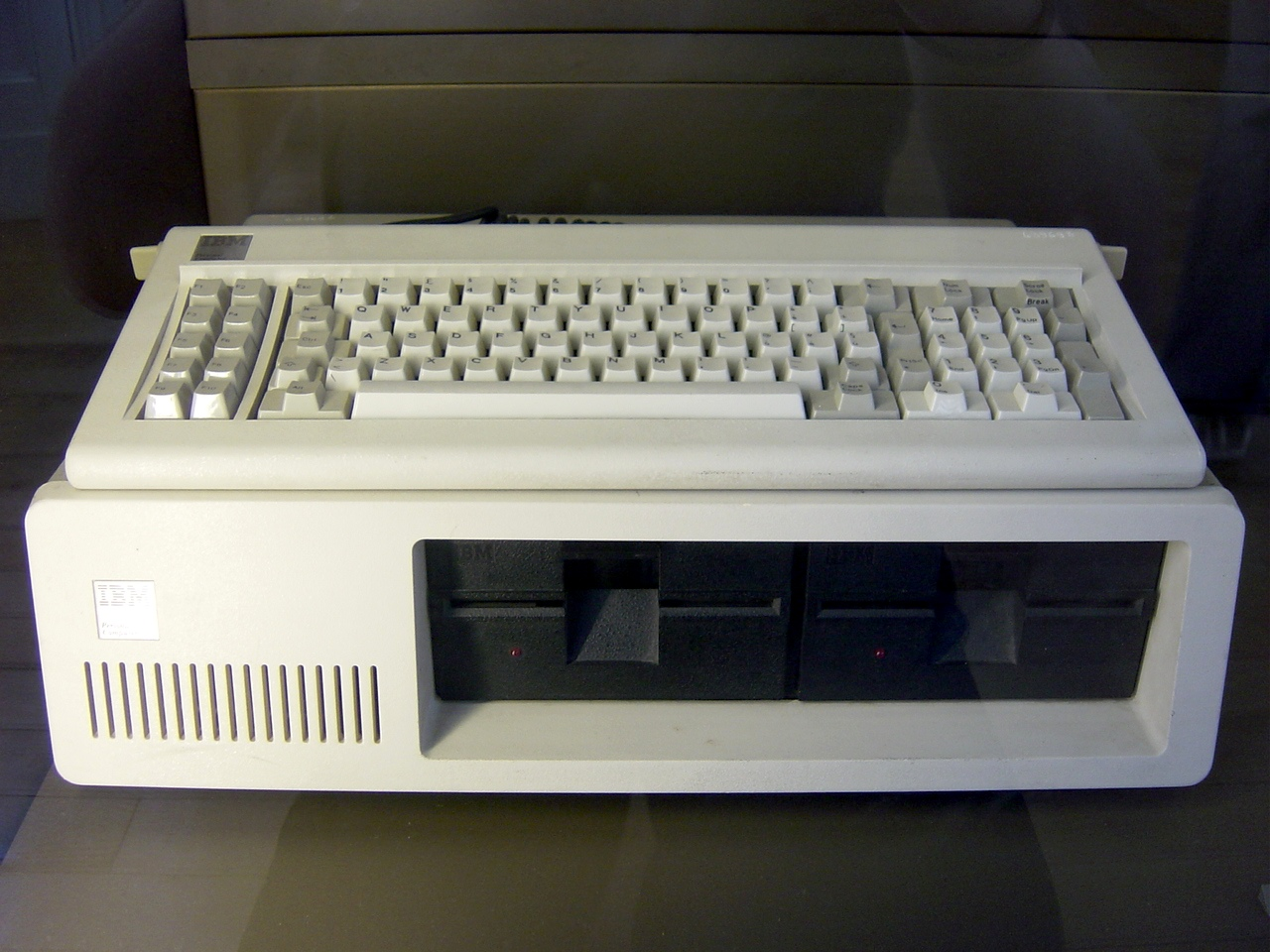
IBM Personal Computer
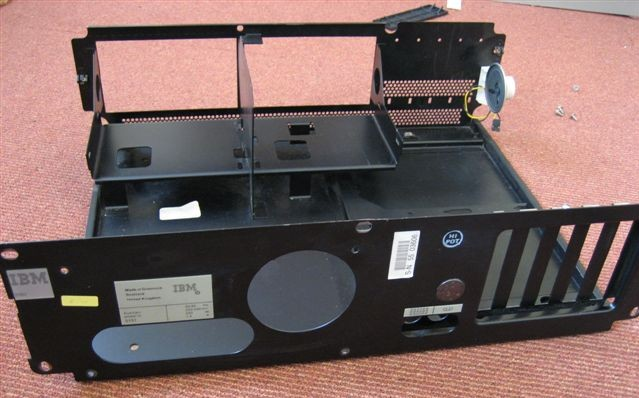
IBM Personal Computer Modelo 5150
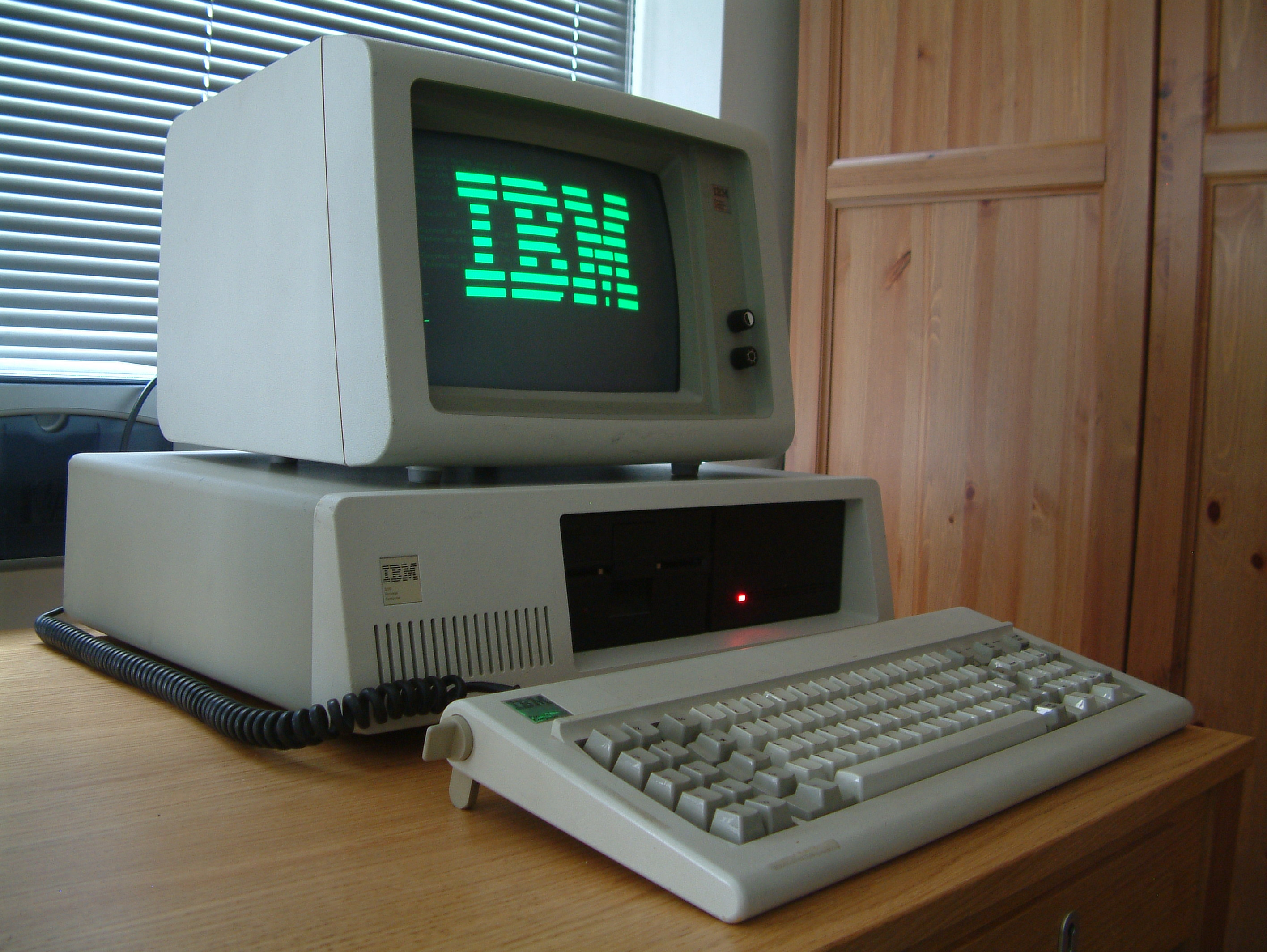
IBM Personal Computer XT
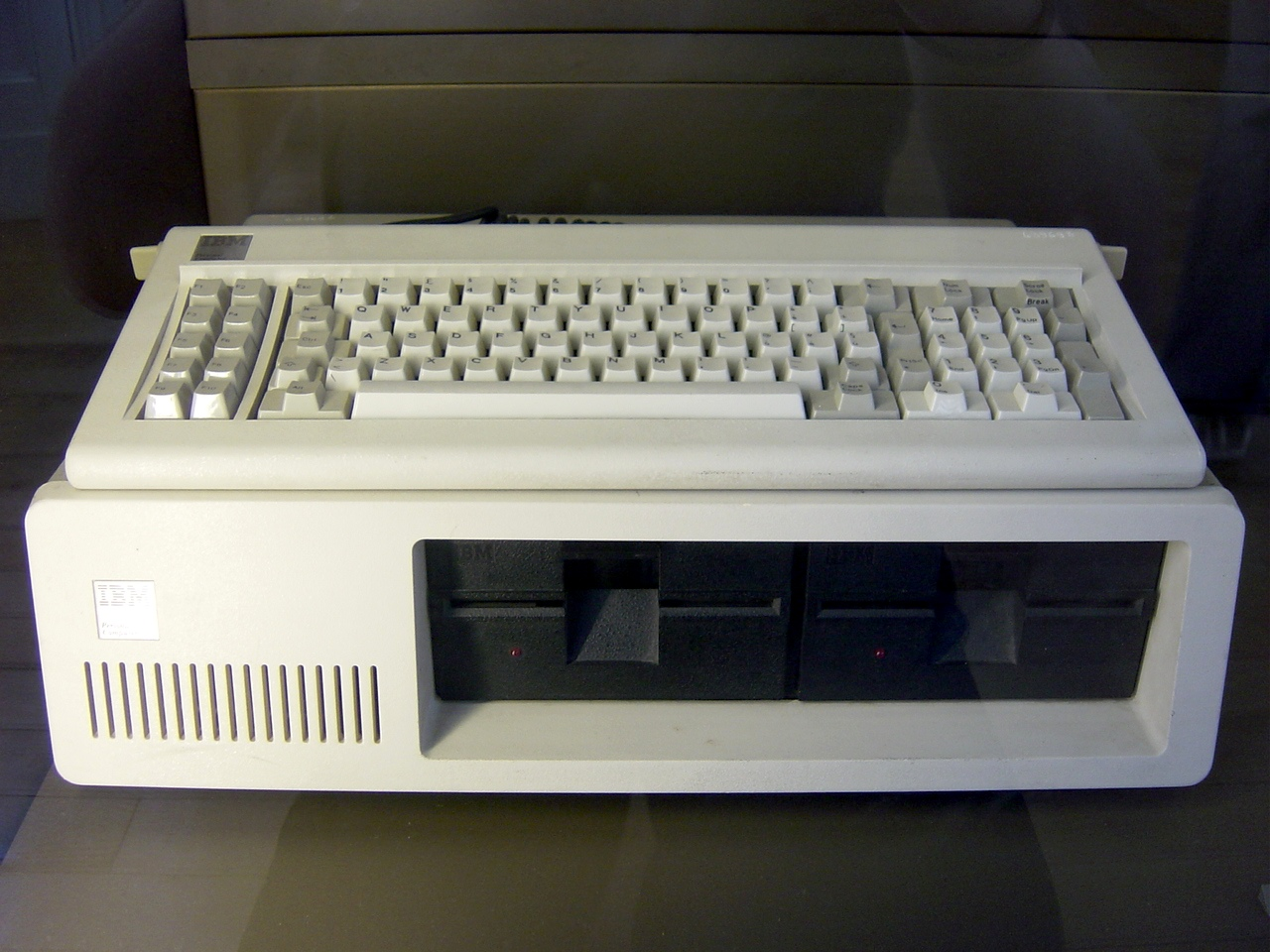
IBM Personal Computer/AT
IBM Personal Computer/ATIBM Personal Computer/AT
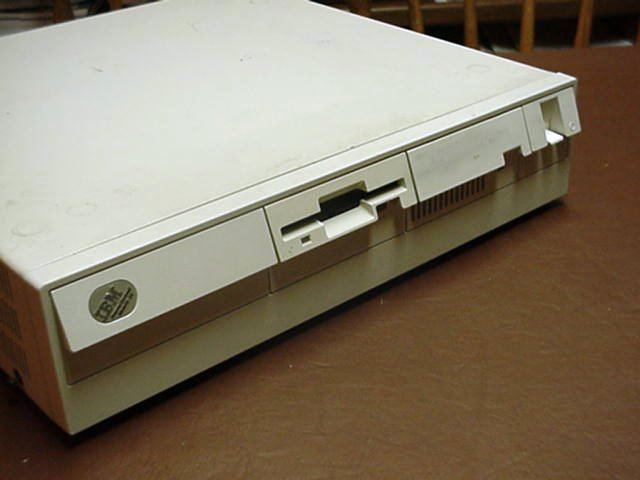
IBM Personal System/2 (Modelo 55SX)
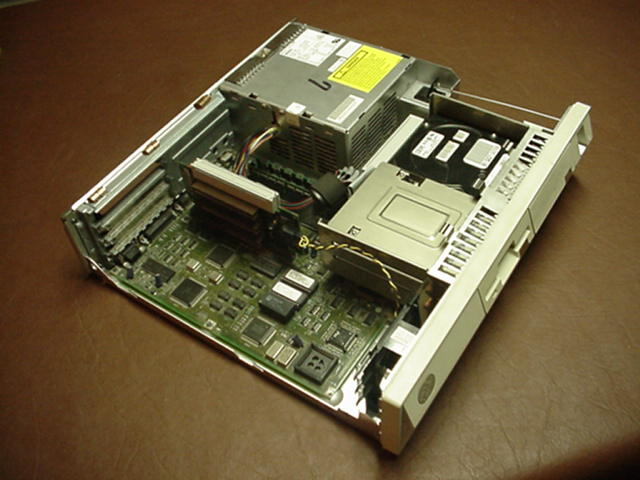
IBM Personal System/2 (Modelo 55SX)
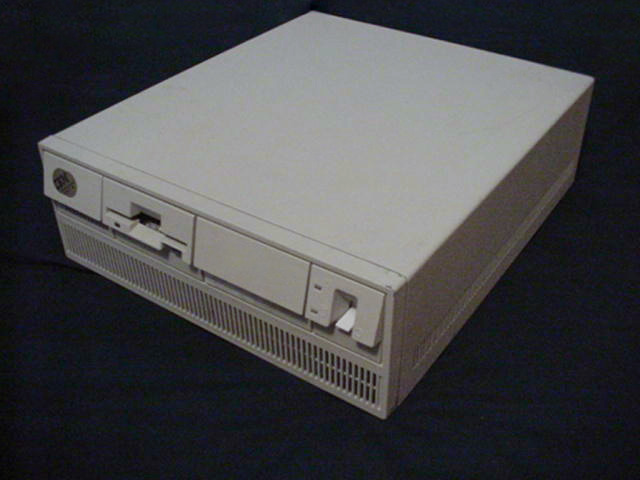
IBM Personal System/2 (Modelo 70)
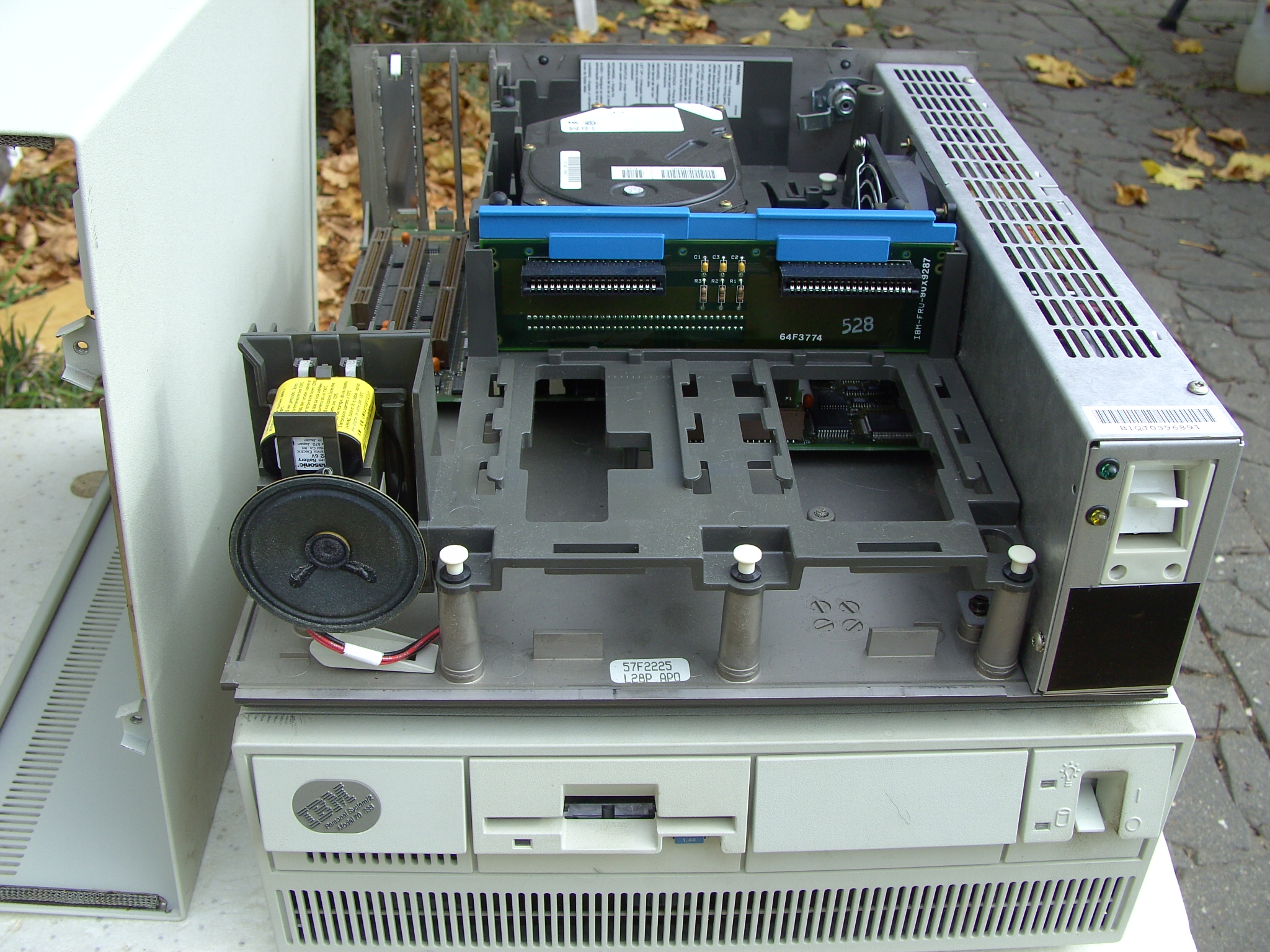
IBM Personal System/2 (Modelo 70)
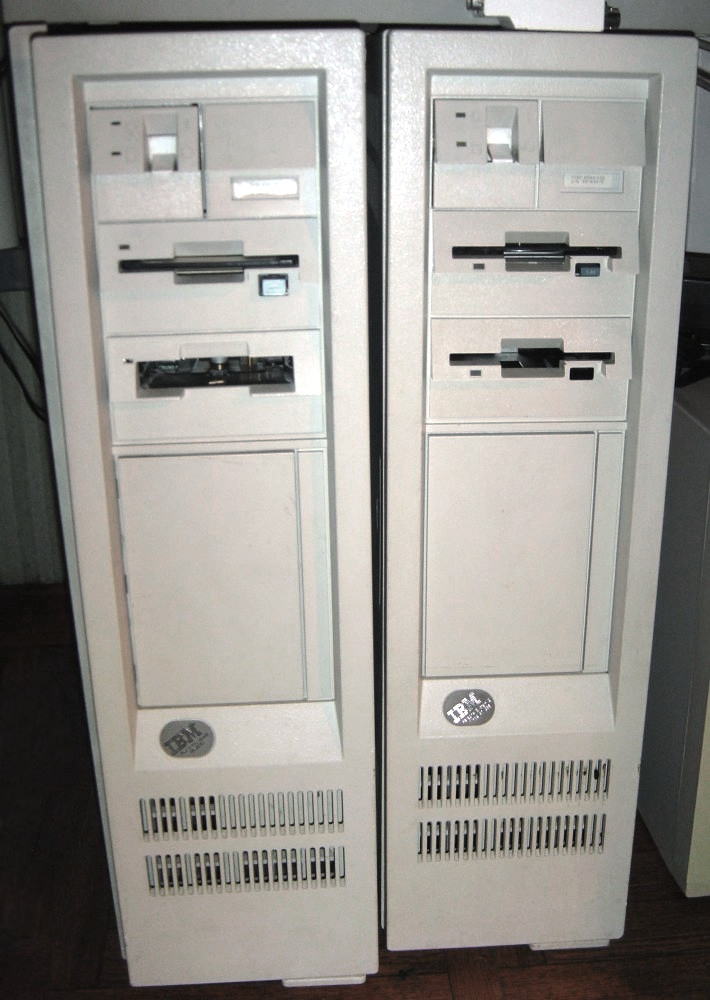
IBM Personal System/2 (Modelos 60 e 80)